# Генуш, Хаким
Хаки́м Гену́ш (фр. Hakim Guenouche; род. 30 мая 2000, Нанси) — французский футболист алжирского происхождения, защитник австрийского клуба «Аустрия» (Вена).

## Клубная карьера
Генуш — воспитанник клуба «Нанси». В июне 2018 года, Хаким подписал трёхлетний контракт с клубом «Цюрих». 31 октября в матче против «Ред Стар Цюрих» он дебютировал в Кубке Швейцарии.
В июле 2019 года клуб третьего немецкого дивизиона «Юрдинген 05» объявил о подписании игрока. 14 июля 2021 года Генуш стал игроком австрийского клуба «Аустрия» (Лустенау). 

## Карьера в сборной
Выступал за молодежные сборные Франции до 16 и до 17 лет.